# Frantic
Frantic è un film del 1988 scritto e diretto da Roman Polański. La colonna sonora è stata composta interamente da Ennio Morricone.

## Trama
Il dottor Richard Walker è uno stimato chirurgo di San Francisco, giunto a Parigi con la moglie Sondra per partecipare ad un simposio medico e, con l'occasione, per trascorrere anche un piacevole viaggio di vacanza in ricordo della loro luna di miele di circa venti anni prima. Arrivati di prima mattina nell'elegante albergo al centro della città, i due decidono di concedersi il tempo per un breve riposo ristoratore dopo il lungo volo aereo, ma Sondra non riesce ad aprire la sua valigia.
Richard scopre che la valigia appartiene a un'altra persona e telefona all'aeroporto per informarli dello scambio: l'addetto spiega a Richard le procedure per rientrare in possesso della propria. Mentre Richard è sotto la doccia, arriva una telefonata cui Sondra risponde. Dice qualcosa al marito, ma questi non sente a causa del rumore dell'acqua. Uscito dalla doccia, Richard si rende conto che la moglie è sparita. Chiede informazioni alla reception, ma nessuno sa dirgli nulla. Richard chiede per la strada davanti all'albergo, dove incontra un clochard che gli dice di aver visto una donna spinta a forza in una macchina. Richard gli chiede di condurlo sul posto, dove trova il braccialetto che le aveva regalato anni prima. Tornato in albergo ritelefona al portiere e la moglie dice che il marito si è svegliato ed è andato in palestra. Richard lo raggiunge e il portiere gli dice di aver visto una donna trascinata con molta disinvoltura da un uomo che le cingeva le spalle; quindi Richard si rivolge prima alla polizia e poi alla sua ambasciata ma si rende conto che la macchina burocratica non è assolutamente in grado di aiutarlo, decide allora di indagare da solo. Seguendo la pista di un oggetto trovato nella valigia, cerca di rintracciare un trafficante di nome Dedé, ma lo trova morto nel suo appartamento. Per caso entra in contatto con la proprietaria della valigia, una ragazza di nome Michelle che arrotonda trafficando droga per Dedé. Chiarito l'equivoco delle valigie, i due iniziano a collaborare seppur con interessi diversi: lui vuole rintracciare i rapitori di Sondra, lei vuole i soldi che le sono stati promessi per portare la valigia in Francia.
Entrambi sono convinti che la valigia contenesse droga, ma si trovano invischiati in un commercio di componenti per ordigni nucleari. Dopo molte peripezie, i due protagonisti scoprono che nel rapimento della donna sono coinvolti agenti arabi e anche i servizi segreti israeliani. I due riescono finalmente ad arrivare a uno scambio in riva alla Senna, sotto il pont de Grenelle, ma qualcosa va storto e inizia una sparatoria. La moglie di Richard viene liberata ma Michelle rimane uccisa dai colpi di pistola sparati dal rapitore, capo degli arabi, che viene poi ucciso dagli israeliani, mentre Richard decide infine di buttare il dispositivo nel fiume.

## Colonna sonora
Nel film è molto ricorrente il brano "I've Seen That Face Before (Libertango)" di Grace Jones, soprattutto nella scena in cui i due protagonisti ballano nel Night Club.
1. I'm Gonna Lose You – Simply Red
2. Frantic – Ennio Morricone
3. On the Roofs of Paris – Ennio Morricone
4. One Flugel Horn – Ennio Morricone
5. Six Short Interludes – Ennio Morricone
6. Nocturne for Michelle – Ennio Morricone
7. In the Garage – Ennio Morricone
8. The Paris Project – Ennio Morricone
9. Sadly Nostalgic – Ennio Morricone
10. Frantic (II) – Ennio Morricone
11. I've Seen That Face Before (Libertango) – Grace Jones

## Cameo
Il regista, oltre a interpretare il tassista che allunga i fiammiferi al protagonista, presta la sua voce all'uomo in giacca di tweed che interroga Michelle a casa sua.

## Curiosità
Mentre il dottor Walker e Michelle stanno viaggiando, di notte, verso l'aeroporto per recuperare la valigia al deposito della compagnia aerea, si intravede la scritta semicompleta (alcune lettere al neon sono spente) della catena Ikea.

## Accoglienza
Classico cult apprezzato più dalla critica che dal pubblico, ma è tutt’oggi un’opera gradita agli appassionati. IMDb comunque gli assegna un voto di 6,9 su 10, mentre MyMovies gli dà 3,34 stelle su 5. TvZap gli attribuisce un 7 pieno e su TMDB il film è stato quotato 67% da 718 votanti.
Il Mereghetti gli dà tre stelle.